# フリズル・フライ
フリズル・フライは、アメリカのロックバンド、プライマスによるデビュースタジオアルバム。1990年2月7日にリリース。
このアルバムは、前作、サック・オン・ディスからの収益を使用して、このアルバムの制作に自己資金提供した。その後、1990年にキャロライン・レコードからリリースされた。このアルバムは、ギタリストのラリー・ラロンデがアルバムのレコーディング前に脱退した前のギタリスト、トッド・ハスが作曲した多くのパートを演奏しているのが特徴。「Too Many Puppies」は、レス・クレイプールがこれまでに書いた曲の中で最初に書いた曲。「You Can't Kill Michal Malloy」は同じ名前の詩人の歌からの抜粋。 このアルバムのプロデューサーであるMatt Winegarがこのグループのメンバーで、「The Toys Go Winding Down」の直前にクリップが掲載されている。「To Defy the Laws of Tradition」のイントロは、サック・オン・ディスに収録されている「ジョン・ザ・フィッシャーマン」のライブバージョンからサンプリングされた、1981年のアルバム「ムービング・ピクチャーズ」からのカナダのロックバンド、ラッシュのインストゥメンタル「YYZ」からの抜粋。  このサンプルは、「Groundhog's Day」の最後にクレイプールが言っている。「Hey hey, Bob Cock here!」は、サック・オン・ディスではイントロから言っている。

## Track listing
| 全作詞: レス・クレイプール、全作曲: プライマス。 |                                   |                    |            |      |
| #                                                | タイトル                          | 作詞               | 作曲・編曲 | 時間 |
| 1.                                               | 「To Defy the Laws of Tradition」 | レス・クレイプール | プライマス | 6:42 |
| 2.                                               | 「Groundhog's Day」               | レス・クレイプール | プライマス | 4:58 |
| 3.                                               | 「Too Many Puppies」              | レス・クレイプール | プライマス | 3:57 |
| 4.                                               | 「Mr. Knowitall」                 | レス・クレイプール | プライマス | 3:51 |
| 5.                                               | 「Frizzle Fry」                   | レス・クレイプール | プライマス | 6:04 |
| 6.                                               | 「John the Fisherman」            | レス・クレイプール | プライマス | 3:37 |
| 7.                                               | 「You Can't Kill Michael Malloy」 | レス・クレイプール | Winegar    | 0:25 |
| 8.                                               | 「The Toys Go Winding Down」      | レス・クレイプール | プライマス | 4:35 |
| 9.                                               | 「Pudding Time」                  | レス・クレイプール | プライマス | 4:08 |
| 10.                                              | 「Sathington Willoby」            | レス・クレイプール | プライマス | 0:24 |
| 11.                                              | 「Spegetti Western」              | レス・クレイプール | プライマス | 5:43 |
| 12.                                              | 「Harold of the Rocks」           | レス・クレイプール | プライマス | 6:17 |
| 13.                                              | 「To Defy」                       | レス・クレイプール | プライマス | 0:36 |
| 合計時間:                                        | 合計時間:                         | 51:17              |            |      |

## 参加メンバー

### プライマス
- レス・クレイプール(ボーカル/ベース)
- ラリー・ラロンデ(ギター)
- ティム・アレキサンダー(ドラム)

### ゲスト
- トッド・ハス (アコースティック・ギター "The Toys Go Winding Down")

### Sathington Willoby
- レス・クレイプール(バンジョー/ベース)
- ラリー・ラロンデ(ギター)
- ティム・アレキサンダー(オルガン)
- Matt Winegar(ピアノ)
- トッド・ハス(アコースティック・ギター)